# هدد

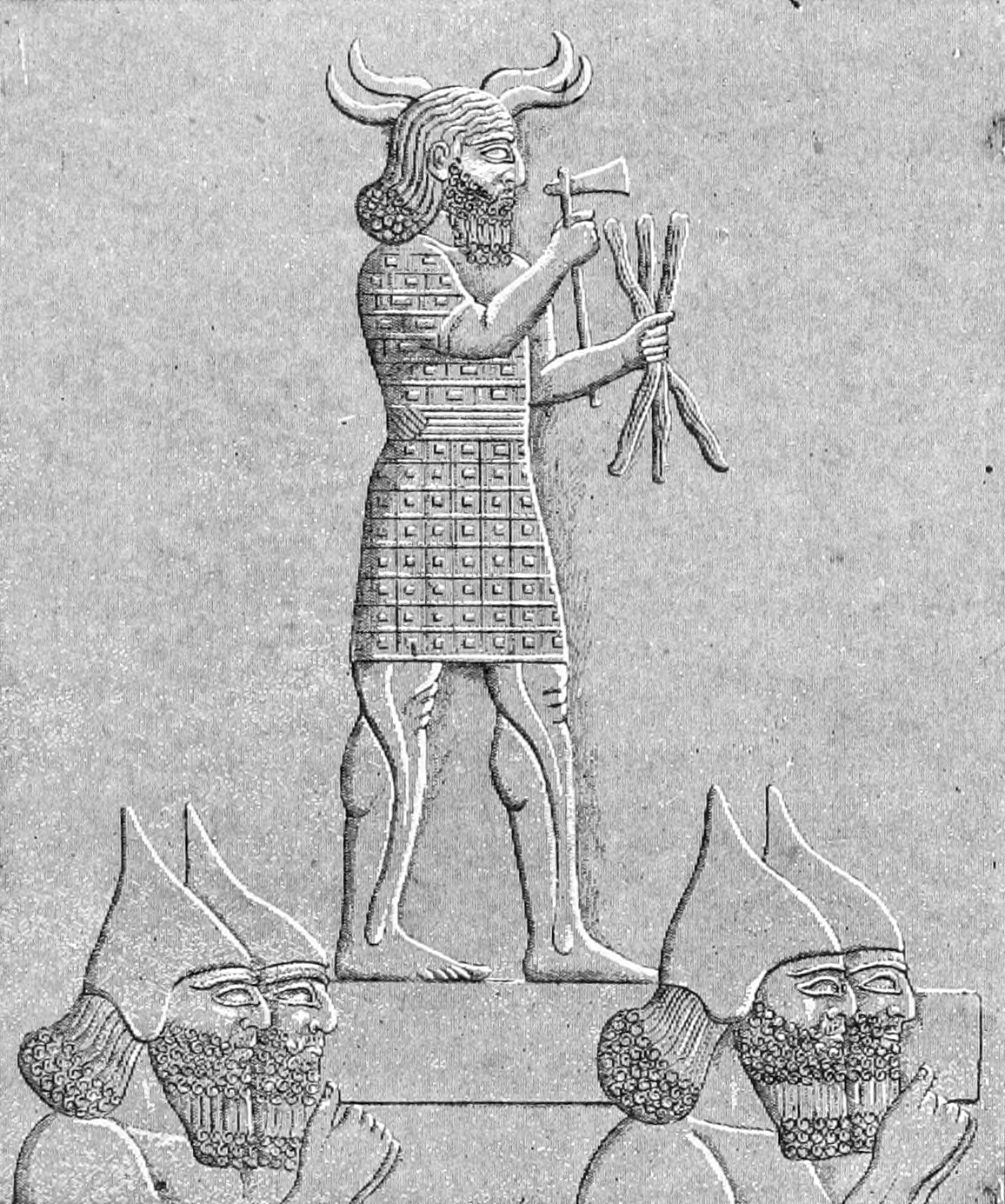
جنود اشوريون يحملون تمثال بعل هدد

هدد (بالأوغاريتية: 𐎅𐎄𐎆) أو بعل هدد أو أدد هو أحد أهم آلهة الهلال الخصيب إذ انتشرت عبادته بين شعوب المنطقة من شمالها وإلى ساحلها مرورا بدمشق وحتى بلاد الرافدين، وقد كان هدد إلهًا للعواصف والأمطار أو إلها للطقس إذ تذكر الأساطير القديمة عنه بأنه كان يتجول على متن عربته في السماء ويجلد الغمام بالسوط لتتساقط منها الأمطار بينما كان ثوره يزمجر مسببا صوت الرعد الذي يهز أركان الدنيا.

## هدد وأدد
يرتبط هذا الإله الأسطوري بالاسم والأصل والوظيفة مع الإله الأكادي أدد، ويلقب حدد أيضا بـ بعل ولكن هذا اللقب لم يحصر به فقط فقد أطلقت شعوب شمال بلاد الشام اسم بعل على آلهة أخرى أيضا.

## عبادة هدد
اشتهرت مدن كثير في بلاد الشام بعبادة حدد وعلى رأسها دمشق حيث كان يقع معبده في مكان الجامع الأموي اليوم، كما وجد في مدينة حلب أيضا معبد ذو أهمية كبيرة جدا لهذا الإله وكان يقع في أعلى نقطة من المدينة وهي قلعة حلب حاليا، كما اكتشفت في تلك المنطقة خواتم أثرية نقشت عليها صورة الإله حدد ظهر فيها صولجانه وهو قابض على فأسه وعلى لجام عجلته وثوره رابض عند رجليه.
كانت لهدد أهمية كبيرة في أساطير الساحل السوري لا سيما في ميثولوجيا مدينة أوغاريت.

## في أعمالسكنيتن
في رواية سكنيتن (أو سانشونياثون)، يُدعى هدد مرةً باسم أدودوس، لكنه يسمى ديماروس بشكل أساسي. وهذه تسمية تثير الارتباك، قد تكون مشتقة من كلمة دمرن الأوغاريتية، التي تظهر بالتوازي مع هدد، أو ربما كانت تحريفًا إغريقيًا للفظ هدد رامان. هدد لدى سكنيتن هو ابن السماء من محظية كانت قد مُنحت آنذاك للإله داجون وهي حُبلى بابن السماء. ويبدو في هذا محاولة للجمع بين روايتين اثنتين عن نسب هدد، إحداهما هي الرواية الأوغاريتية التراثية التي تقول إن هدد هو ابن داجون. والإله الأكادي المشابه، أدد، هو الآخر عادةً ما يوصف بابن أنو (السماء)، وكذلك الإله تيشوب الحيثي الموافق لهما هو أيضًا ابن أنو (بشيء من التحريف).
وفق رواية سكنيتن، فالسماء هي من تبدأ بالقتال ضد بونتوس (البحر). تتحالف السماء مع هدد، فيتولى هدد أمر النزاع لكنه يتعرض للهزيمة، ولا يُذكر أي شيء عن الموضوع لسوء الحظ بعد تلك المرحلة. يتفق سكنيتن مع التراث الأوغاريتي في جعل «موث»، وهو «موت» الأوغاريتي، الذي يسميه أيضًا «الموت»، ابنًا لـ«إيل».

## روابط خارجية
- حلب عاصمة الثقافة الإسلامية